# アメーバ経営
アメーバ経営（アメーバけいえい）は、京セラの創業者であった稲盛和夫が考案し、自身が自ら創業した京セラ、および第二電電（DDI、現・KDDI）などで適用されている管理会計手法である。

## 概要
企業の人員を特定の項目ごとに6～7人の小集団（アメーバ）に分類する。アメーバごとに「時間当たり採算＝（売り上げ－経費）÷労働時間」を算出し、アメーバごとに時間当たり採算の最大化を図る。時間当たり採算の目標値を月次、年次で策定。目標値に到達させるための汎用性のある方法として挙げられている「労働時間短縮」やアメーバごとに適用させた「売り上げ増加策」を実行に移して目標達成を目指す。

## 利点
- メンバーの数が少なく、成果が数字にすぐに表れるので、当事者意識を引き出しやすい
- 計数管理能力を備えたリーダーを育成しやすい
- アメーバの採算評価指標が統一されているため、アメーバ間の競争を引き出しやすい

## 欠点
- アメーバが自らの採算にこだわりすぎると、会社全体よりアメーバだけの利益を追求してしまう
- 国家レベルで云うと、「国益」よりも「省益」という「セクショナリズム」に陥りやすい
- 「時間当たり採算」の計算には意外と手間がかかる。特に経費を公正に計算しなければ、適正な採算評価ができない

## 採用企業
京セラやKDDI、日本航空以外でも、稲盛和夫を信奉するベンチャー経営者を擁する企業での導入が目立つ。京セラ子会社の京セラコミュニケーションシステムが、企業向けにアメーバ経営導入コンサルティングを行っている。
- 京セラ
  - 京セラドキュメントソリューションズ
  - 京セラコミュニケーションシステム
- KDDI
  - 沖縄セルラー電話
  - UQコミュニケーションズ
- 日本航空
  - 日本トランスオーシャン航空
- ヘルスケアシステムズ
- ワタベウェディング [1]
- ディスコ
- コマニー
- カプコン[3]
- MTG